# Saint-Préjet-Armandon
Saint-Préjet-Armandon – miejscowość i gmina we Francji, w regionie Owernia-Rodan-Alpy, w departamencie Górna Loara.
Według danych na rok 1990 gminę zamieszkiwało 76 osób, a gęstość zaludnienia wynosiła 9 osób/km² (wśród 1310 gmin Owernii Saint-Préjet-Armandon plasuje się na 764. miejscu pod względem liczby ludności, natomiast pod względem powierzchni na miejscu 869.).